# Washingborough
Washingborough – wieś w Anglii, w hrabstwie Lincolnshire, w dystrykcie North Kesteven. Leży 5 km na wschód od Lincoln i 192 km na północ od Londynu.
W 2001 miejscowość liczyła 3356 mieszkańców.